# Новый (Карачаево-Черкесия)
Новый — посёлок в Прикубанском районе Карачаево-Черкесской республики. Входит в состав Октябрьского сельского поселения.

## История
В 1964 году Указом Президиума Верховного Совета РСФСР поселок Третья ферма совхоза «Октябрьский» переименован в Новый.

## Население
| 2002 | 2010 | 2021 |
| ---- | ---- | ---- |
| 256  | ↘194 | ↘156 |

## Улицы
| - ул. Дружбы, - ул. Мира, - ул. Новая, | - ул. Пионерская, - ул. Школьная, - ул. Южная. |